# Sławno (województwo łódzkie)
Sławno – wieś w Polsce położona w województwie łódzkim, w powiecie opoczyńskim, w gminie Sławno.
Do 1954 roku siedziba gminy Janków. W latach 1975–1998 miejscowość położona była w województwie piotrkowskim.
Przez miejscowość przepływa rzeczka Słomianka, prawobrzeżny dopływ Pilicy.
W 2005 roku polski paleontolog Adrian Kin (Stowarzyszenie Przyjaciół Nauk o Ziemi Phacops & Wydział Biologii i Nauk o Ziemi Uniwersytetu Jagiellońskiego) odkrył w tutejszym kamieniołomie niezwykle liczne i doskonale zachowane skamieniałości morskich i lądowych organizmów, zachowane w skałach wapiennych powstałych w późnojurajskim morzu sprzed 148 milionów lat.
Wieś jest siedzibą rzymskokatolickiej parafii św. Geroncjusza i Wniebowzięcia NMP.

## Zabytki
Według rejestru zabytków Narodowego Instytutu Dziedzictwa na listę zabytków wpisany jest kościół parafialny pw. św. Gereona, 1852, nr rej.: 412 z 15.01.1957 oraz 629 z 28.10.1971